# CCN TV6
CCN TV6 (Caribbean Communications Network Television 6), è la principale rete televisiva trinidadiana. Trasmette da Port of Spain in inglese.

## Storia
CCN TV6 iniziò a trasmettere il 31 agosto 1991 con un palinsesto di quattro ore quotidiane, dalle 18,00 alle 22,00. Precedentemente a quella data la scelta del pubblico era limitata, visto che nel Paese erano presenti solo i canali della TV di Stato Trinidad and Tobago Television Company. TV6 fu la prima TV privata indipendente nei Caraibi anglofoni.
Caribbean Communications Network, proprietaria della rivista Trinidad Express e società madre di CCN TV6, nel 2005 si fuse con l'azienda televisiva di Stato di Barbados dando vita alla gruppo One Caribbean Media Ltd.

## Programmi
È la rete con i maggiori ascolti a Trinidad e Tobago. Il suo palinsesto è composto principalmente da notiziari locali e popolari serie televisive trinidadiane e statunitensi come Crime Watch, Grey's Anatomy, Senza traccia, Smallville, Detective Monk, Desperate Housewives e CSI - Scena del crimine, soap opera statunitensi come Beautiful e Febbre d'amore, sceneggiati locali e stranieri come Westwood Park e la serie giamaicana Royal Palm Estate. Da lungo tempo offre anche una programmazione sportiva ed è l'emittente ufficiale del  campionato mondiale di calcio.

### Notizie
Il telegiornale di TV6 ha una durata di un'ora e mezza, dalle 19,00 alle 20,30,  in simulcast alla radio su 88.7 FM. Offriva anche un'edizione di mezz'ora alle 22,00 fino al 2016. TV6 è stato il primo canale nel Paese a mandare in onda un notiziario all'ora di pranzo, dal 2005 per una durata di 15 minuti. Il programma mattutino di attualità Morning Edition propone anche interviste.
L'edizione delle 19,00 è dal 1997 uno dei programmi più seguiti a Trinidad e Tobago e il leader tra i notiziari nel Paese.

### Radio
TV 6 è disponibile per l'ascolto in diretta su 87.7 FM.
TV6 è anche parte del gruppo OCM, che comprende I95.5fm, Word W107.1fm, HoTT 93.5fm, Red 96.7fm e TAJ 92.7fm a Trinidad e Tobago.

### Applicazione mobile
CCN TV6 lanciò la sua applicazione per mobile il 16 giugno 2023